# Times Square Ball

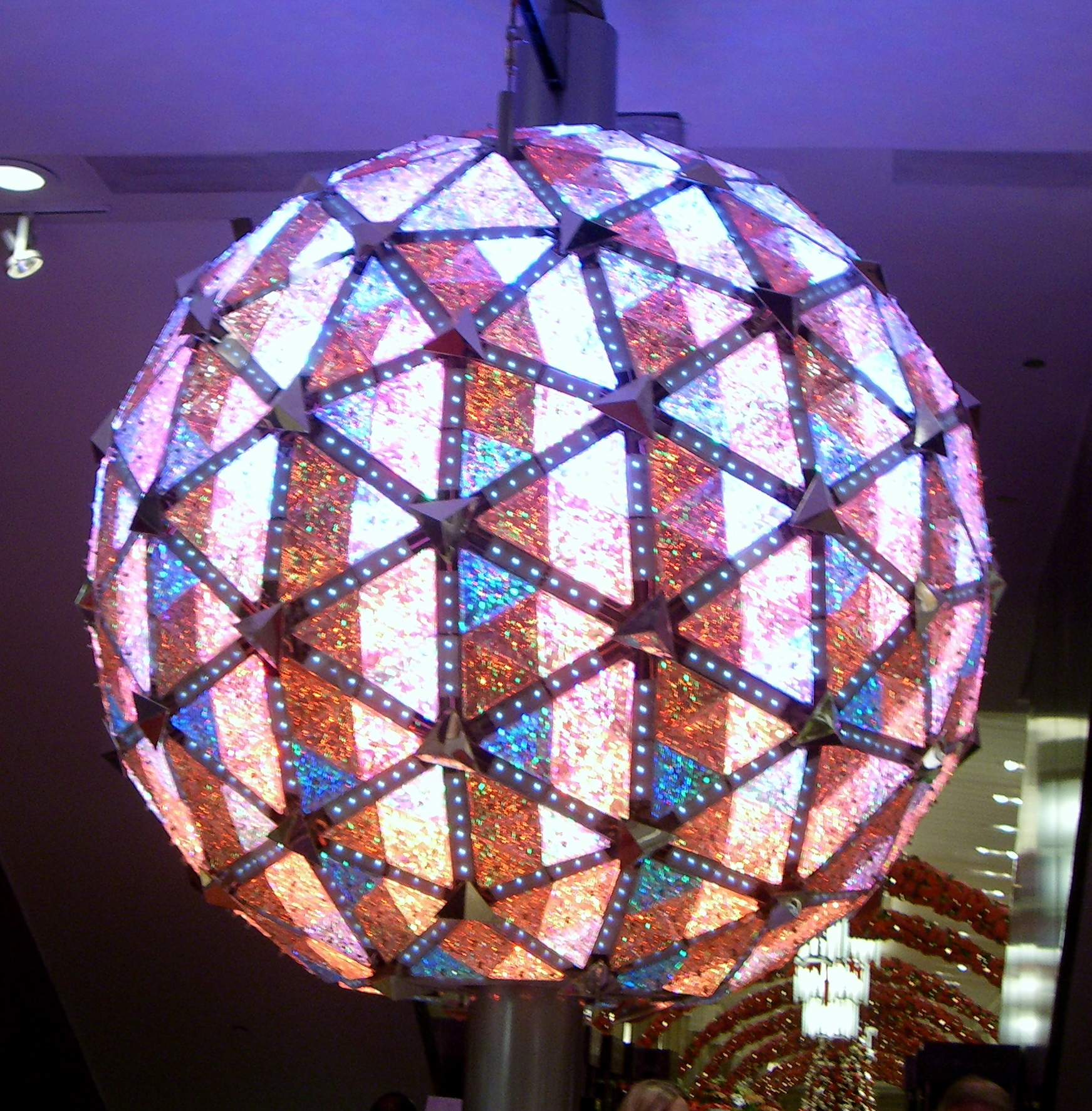
La Times Square Ball en 2007

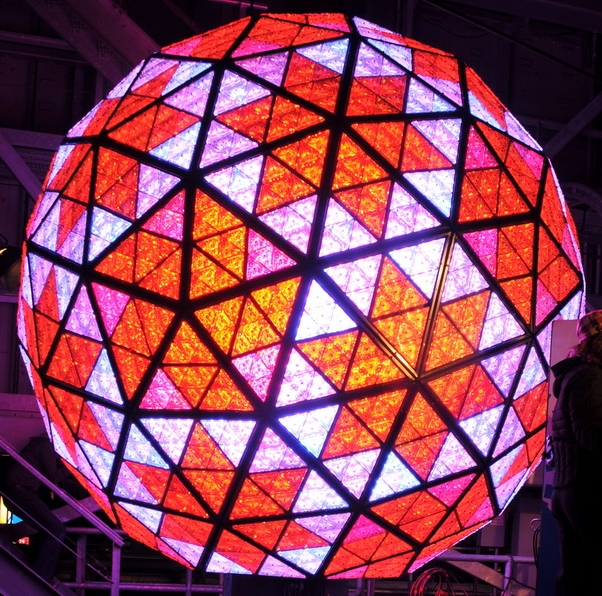
La Times Square Ball (3e version) en 2012.

Times Square Ball est une boule horaire lumineuse ayant un diamètre de 3,7 m située à Times Square, symbole de l'événement organisé dans ce célèbre quartier de New York pour le Nouvel An.

## Caractéristiques
Chaque année, une partie des habitants de New York se rend à Times Square pour fêter le Nouvel An. Depuis le 31 décembre 1907, une grosse boule lumineuse d'un diamètre de 3,7 m, pesant 320 kg, munie de 600 ampoules halogènes, de 540 panneaux à cristaux en forme de triangle et de 96 lampes stroboscopiques a été ajoutée. De nombreux triangles portent les inscriptions « Espoir », « L'espoir de bourse », « Espoir pour la Sagesse », « Espoir pour l'unité », « Espoir pour la guérison » et « Espoir pour l'abondance ». Pour 2002, les cristaux de la boule ont été gravés avec les noms des pays et des organisations qui ont été touchés par les attentats du 11 septembre.
La boule descend lentement à partir de 23 h 59 sur un mât situé sur le toit du One Times Square pour se poser à minuit pile.

## Popularité
En moyenne, 750 000 personnes se rassemblent sur la place chaque année, cependant, le 31 décembre 1999, à l'occasion de la célébration du passage à l'an 2000, environ deux millions de personnes se sont rendues sur le lieu le plus animé de Manhattan, ce qui a constitué le plus grand rassemblement de population à Times Square depuis la fin de la Seconde Guerre mondiale.
L'événement annuel est diffusé en direct par de nombreuses chaînes de télévision et est regardé par des millions de téléspectateurs.